# Menton

Blick auf die Altstadt von Menton

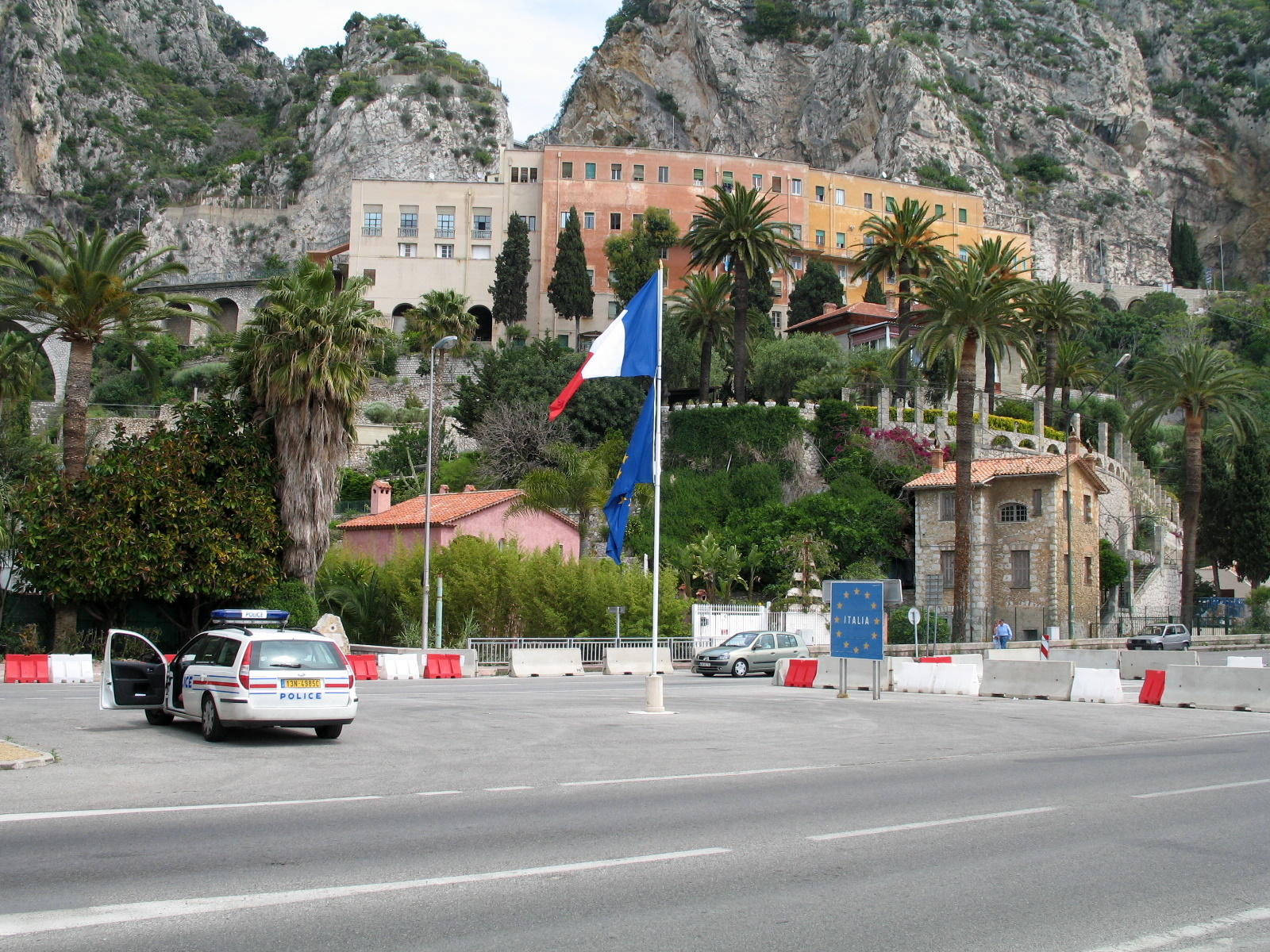
Ehemaliger französisch-italienischer Grenzposten in Menton (rechtsseitig die Gemeinde Ventimiglia)

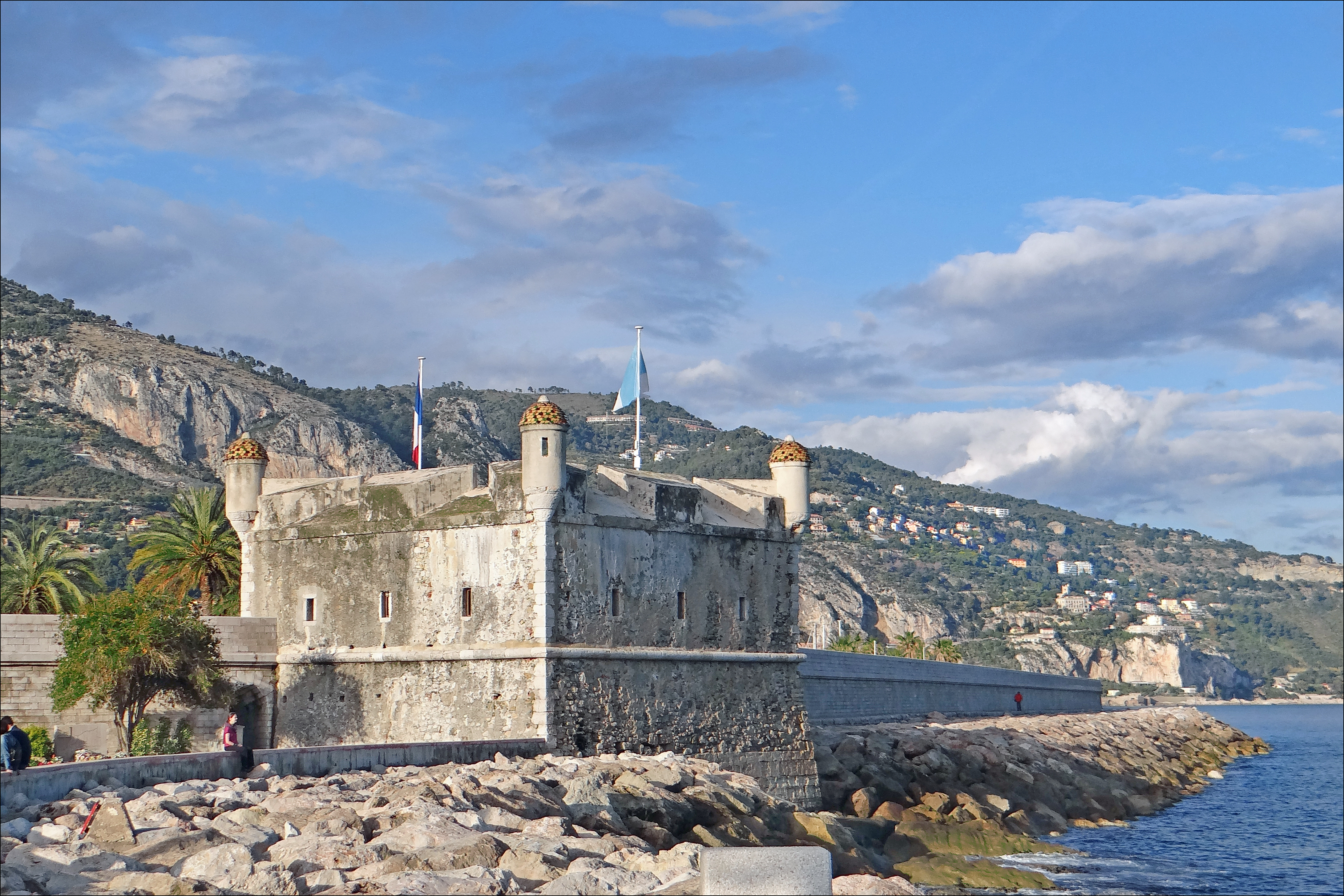
Bastion (Musée Jean Cocteau)

Menton [mɑ̃ˈtõ] (italienisch Mentone [menˈtoː.ne]) ist eine französische Gemeinde, zugleich Stadt, mit 30.326 Einwohnern (Stand: 1. Januar 2022) im Département Alpes-Maritimes in der Region Provence-Alpes-Côte d’Azur.
Menton liegt an der Côte d’Azur (französischen Riviera), einem Teil der französischen Mittelmeerküste. Die Gemeinde liegt an der Grenze zu Italien gegenüber von Ventimiglia. Menton ist der erste französische Ort nach der italienischen Grenze und damit der erste bzw. östlichste französische Ort an der Côte d’Azur.
Der örtliche Dialekt heißt Mentonasque bzw. Mentonnais. Der Ortsname Menton wird auf Mentonasque [meⁿˈtaⁿ] ausgesprochen. In Menton wird der Ortsname Mentan geschrieben (auf Okzitanisch: Menton in der klassischen Norm bzw. Mentan in der Norm von Frédéric Mistral). Die Einwohner werden Mentonnais bzw. Mentonasques genannt.

## Lage und Klima
Geschützt durch die Ausläufer der Seealpen im Hinterland zeichnet sich Menton durch ein besonders mildes Klima (Mittelmeerklima) aus.
Durch die geschützte Lage ist Menton im Winter der wärmste Ort an der französischen Côte d’Azur. Die angenehmsten Reisemonate sind der Mai und Mitte September bis Mitte Oktober. Die regenreichste Zeit sind die Monate Februar und März. Im Allgemeinen liegen die Temperaturen einige Grad über den Temperaturen in Deutschland. Die Monate Juni bis August können sehr heiß werden. Viele Veranstaltungen und Ausstellungen finden allerdings im August statt, dem Ferienmonat der Franzosen und Italiener. Die Winter sind mild, es gibt in Menton kaum Frost, Schnee fällt etwa alle zehn Jahre.

## Geschichte
Zur römischen Zeit trug die Bucht von Menton den Namen Pacis Sinus („friedliche Bucht“); über eine Besiedlung aus dieser Zeit ist allerdings nichts bekannt.
Bis 1146 war die Stadt im Besitz der Grafen von Ventimiglia. Danach stand Menton unter der Herrschaft der Kommune von Genua bzw. des genuesischen Geschlechts Vento, bis es 1346 zusammen mit Roquebrune an die Grimaldi von Monaco kam.
Die monegassische Herrschaft währte bis 1848. Im gleichen Jahr erhoben sich die Stadt Menton und Roquebrune gegen die von Monaco verlangten Steuern und riefen eine unabhängige Republik aus.
Daraufhin griff der französische Kaiser Napoleon III. ein und kaufte Menton dem monegassischen Fürstenhaus ab.
1861 stimmten die Bewohner von Menton für die Zugehörigkeit zu Frankreich. Ende des 19. Jahrhunderts setzte der Fremdenverkehr ein. Das Klima an der Côte d’Azur wurde damals von Ärzten als heilungsfördernd bei Tuberkulose empfohlen. Deshalb war diese Stadt im 19. Jahrhundert ein beliebtes Winterquartier für Briten und Russen. Unter anderem hielt sich hier die britische Königin Victoria in ihren Winterurlauben auf. Noch heute können die großen Hotels und Gärten bewundert werden, die damals für die Engländer errichtet wurden. Menton hat auch eine orthodoxe Kirche.
1872 wurde die Stadt über die Bahnstrecke Marseille–Ventimiglia an das Eisenbahnnetz angebunden. Menton war neben Modane der einzige internationale Grenzbahnhof nach Italien. Über den Ponte San Luigi/Pont Saint-Louis oder den ab 1879 bestehenden Grenzbahnhof Ventimiglia wanderten hier hunderttausende Italiener nach Frankreich ein. Ab 1946 war das ehemalige Hotel Garavan Palace ein Auffangzentrum für Immigranten, in dem alle Italiener einquartiert wurden, die bei ihrer Einreise keinen bestehenden Arbeitsvertrag vorweisen konnten. Hier warteten sie auf Anwerber. Komfort gab es keinen.
Im Ersten Weltkrieg hielten sich in Menton auch viele verwundete Soldaten zur Genesung auf. Am 28. Januar 1939 starb in Menton der irische Dichter William Butler Yeats. Im Zweiten Weltkrieg wurde Menton mit der Kapitulation Frankreichs rasch von Italienern besetzt, 1943 nach der Kapitulation Italiens von den Deutschen, denen es 1944 unter schweren Kämpfen abgenommen wurde. Menton lag in Trümmern und es dauerte bis Mitte der 1960er Jahre, bis die Stadt wieder aufgebaut war. Seitdem entwickelt sich der Tourismus in Menton kräftig weiter. Mit der wachsenden Mobilität der wohlhabenden Bevölkerung Norditaliens gelangt Menton nach und nach wieder unter italienischen Einfluss. Seit dem Wegfall der Grenzkontrollen und der Einführung des Euro als Währung finden hier viele italienische Bürger eine neue Heimat.
1970 fand in Menton die erste europäische Umweltkonferenz statt, initiiert vom vietnamesischen, buddhistischen Mönch Thích Nhất Hạnh und dem Friedensaktivisten Alfred Hassler. Die Konferenz mündete in der Menton-Erklärung.

### Bevölkerungsentwicklung
| Jahr      | 1962   | 1968   | 1975   | 1982   | 1990   | 1999   | 2006   | 2016   | 2020   |
| --------- | ------ | ------ | ------ | ------ | ------ | ------ | ------ | ------ | ------ |
| Einwohner | 19.904 | 25.040 | 25.143 | 25.086 | 29.141 | 28.812 | 27.655 | 28.486 | 30.679 |

## Wappen
| Wappen der Gemeinde Menton | Blasonierung: „Das Wappen ist in Blau und Silber gespalten. Vorn alles in Gold, der Erzengel Michael steht mit dem rechten Bein auf einem bäuchlings liegenden, den Dreizack in der rechten Hand haltenden Teufel und hält mit in der rechten Hand ein zum Stechen bereites Schwert und in der linken eine Waage. Hinten ein grüner, aus einem grünen Berg wachsender, zwölf goldene Zitronen tragender Baum. Der blaue Schildfuß ist durch Wellenschnitt und das blaue Schildhaupt mit drei silbernen fünfzackigen balkenweis gestellten Sternen gerade abgetrennt.“ |
| Wappen der Gemeinde Menton | |

## Wirtschaft
Die Wirtschaft Mentons ist von Tourismus- und Dienstleistungsangeboten geprägt. Viele Einwohner Mentons arbeiten im zwölf Kilometer entfernten Monaco und im 25 Kilometer entfernten Nizza. Das Baugewerbe ist seit dem Fortfall der innereuropäischen Grenzen fest in italienischer Hand.
Die klimatisch begünstigte Lage ließ im 19. Jahrhundert den Zitronenanbau zum wichtigsten Erwerbszweig werden. Heute ist die wirtschaftliche Bedeutung des immer noch traditionell betriebenen Anbaus gering. Die Zitrone, der seit 1934 die Fête du Citron („Zitronenfest“) gewidmet ist (Ende Februar bis Anfang März), ist das Symbol der Stadt. Mehr als 1000 Tonnen Zitrusfrüchte werden für die Zubereitung der Umzugswagen und die Dekoration des Parc Biovès benötigt. Die Zitrusfrüchte werden wegen der riesigen benötigten Menge heute größtenteils aus Spanien importiert. Ein beliebtes touristisches Souvenir ist die Zitronenmarmelade aus Menton.
In Grenznähe befindet sich das Drei-Sterne-Restaurant Mirazur, das 2019 vom Restaurant Magazine zum „weltbesten Restaurant“ gekürt wurde.

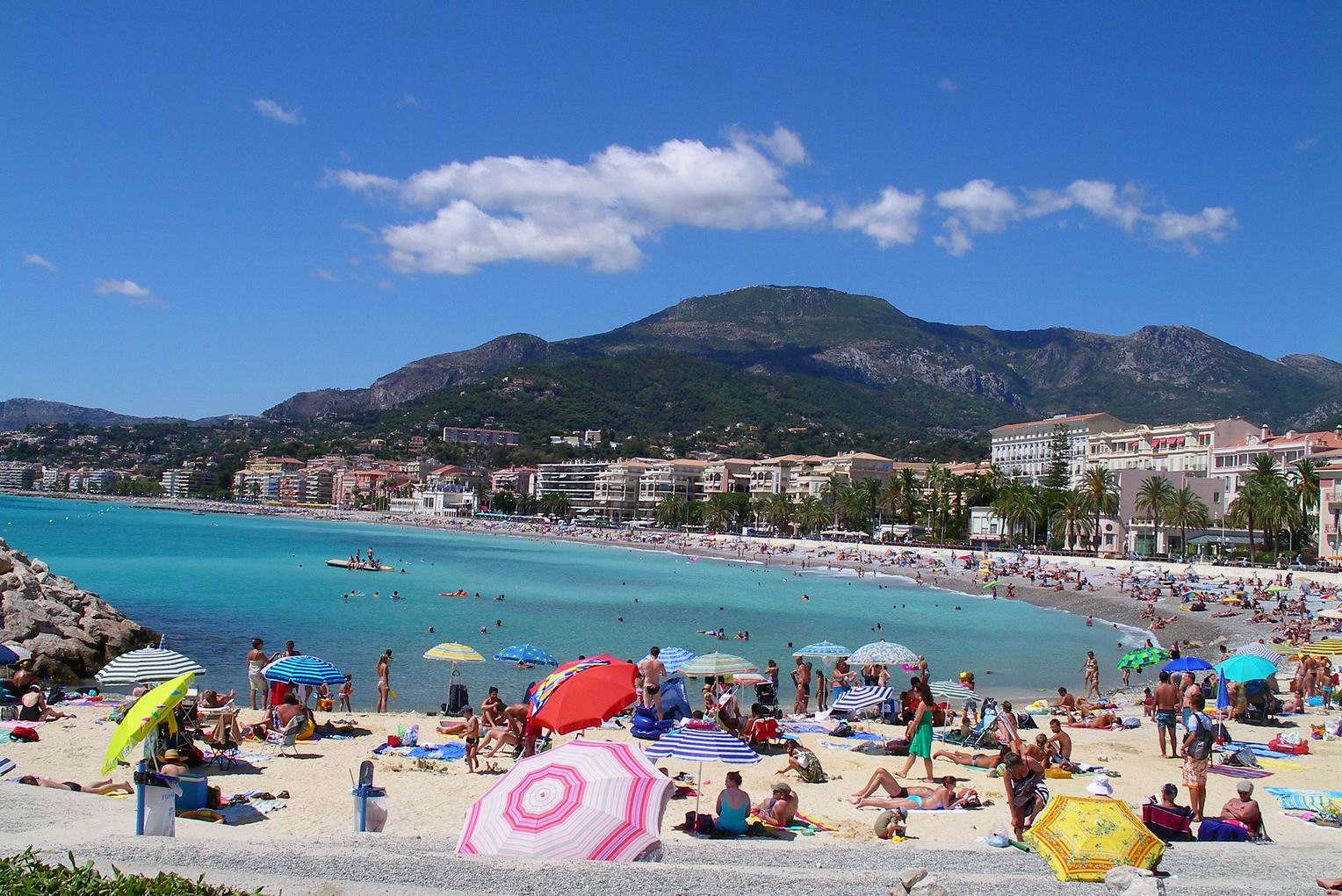
Strand von Menton

Basilika Saint-Michel

## Kultur und Sport

### Traditionen
Das jährliche Fête du Citron („Zitronenfest“) wird seit 1930 gefeiert.
Im August wird ein internationales Kammermusikfestival veranstaltet.

### Einheimische Sprache
In Menton wird noch eine Art der provenzalischen Sprache gesprochen, die Mentonasque bzw. Mentonnais genannt wird und den Übergang zur ligurischen Sprache darstellt.

### Sport
In Menton werden Segelsportwettbewerbe ausgetragen. Außerdem findet alljährlich im Juli oder August ein Kartrennen in der Nähe des neuen Hafens statt.
Menton ist der südliche Endpunkt des Fernwanderwegs GR 52, der auch als alternativer Abschluss des europäischen Fernwanderwegs E 2/GR 5 begangen wird.

## Sehenswürdigkeiten
Die Altstadt mit ihren pastellfarbenen Häuserfassaden vermittelt ein stark italienisches Flair. Die Stadt besitzt zahlreiche Gärten und Parks, vor allem im Vorort Garavan mit zum Teil seltenen subtropischen Pflanzen, die im günstigen Mikroklima von Menton besonders gut gedeihen. Die Promenade du Soleil („Sonnenpromenade“), die Uferpromenade in Menton, mit schönem Strand ist weniger touristisch als z. B. jene Uferpromenaden in Nizza und Cannes.

### Kirchen
- Die barocke Basilika Saint-Michel von 1675. Vor der Kirche befindet sich ein Mosaik mit dem Wappen der Grimaldis, die die Stadt jahrhundertelang beherrschten.
- Das Kapuzinerkloster L’Annonciade aus dem 18. Jahrhundert mit Ausblick über Menton

### Museen

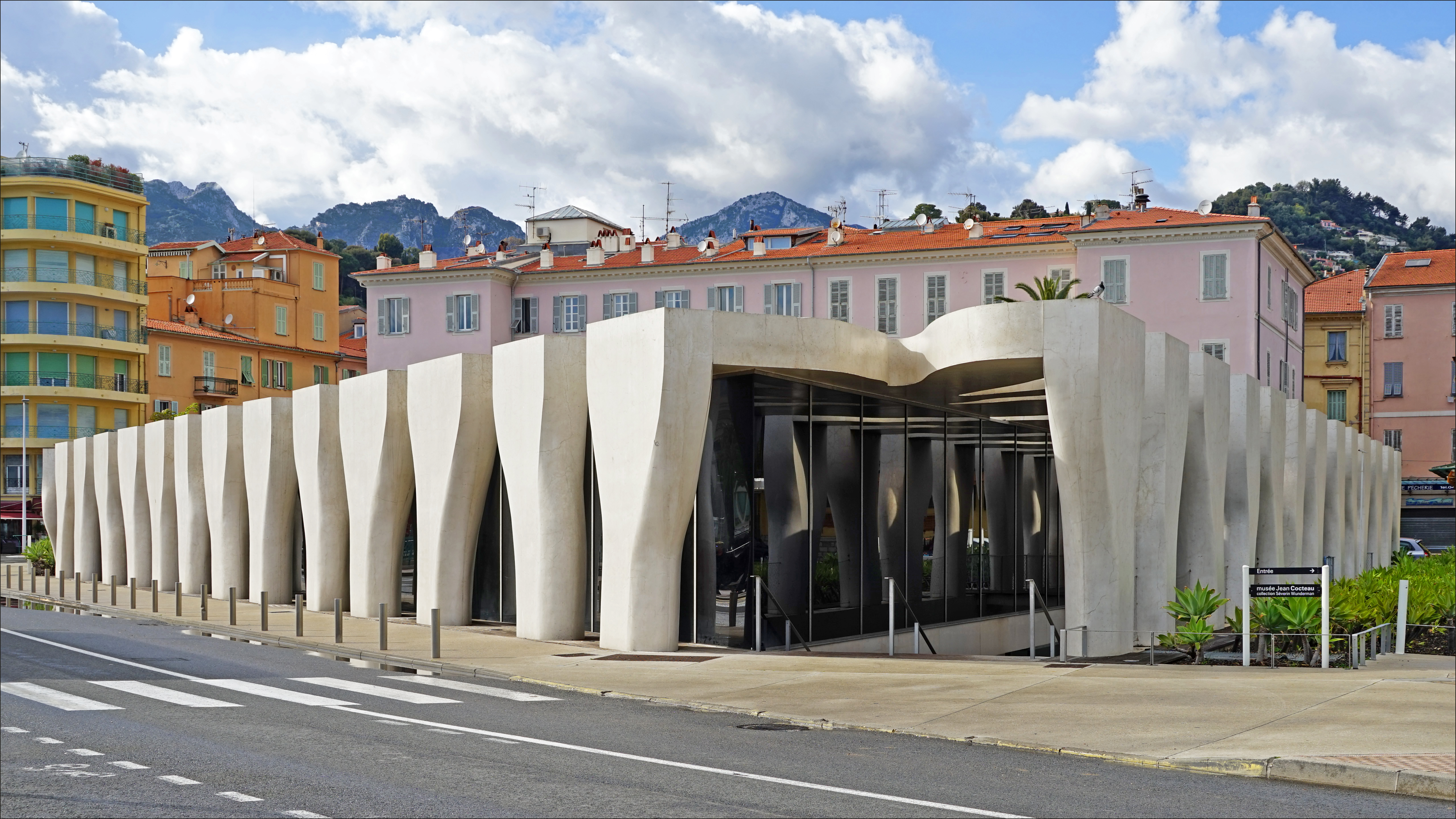
Musée Jean Cocteau (Museum Jean Cocteau)

- Musée Jean Cocteau: Von Jean Cocteau selbst zu Lebzeiten entworfenes und mit eigenen Gemälden und Keramiken ausgestattetes Kunstmuseum in der ehemaligen Bastion direkt am Hafen
- Rathaus (Hôtel de ville): von Jean Cocteau gestalteter Hochzeitssaal (Salle des Mariages)
- Prähistorisches Museum (Musée de Préhistoire Régionale): enthält unter anderem den Schädel des sogenannten Grimaldi-Menschen, der in den Grotten östlich von Menton gefunden wurde.
- Musée des Beaux-Arts de Menton, Musée des Beaux-Arts du Palais Carnolès: Gemäldegalerie mit italienischen, französischen und flämischen Malern des 14. bis 17. Jahrhunderts
- Musée Jean Cocteau Collection Severin Wunderman: Die Sammlung Séverin Wunderman mit vielen Werken von Jean Cocteau im neuen Museum am östlichen Ende der Strandpromenade vor der alten Markthalle – seit November 2011

### Gärten

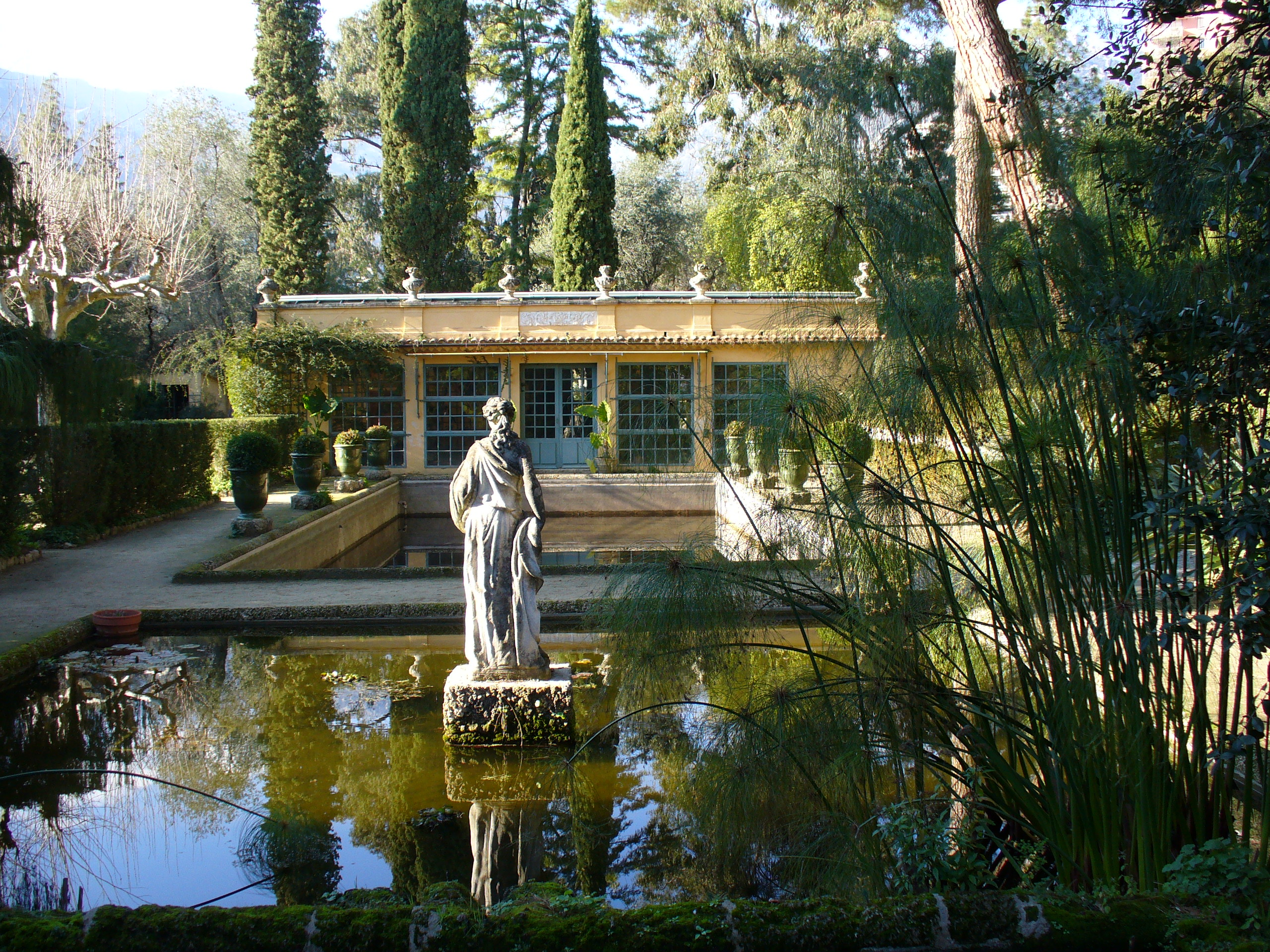
Garten Serre de la Madone

- Jardin du Palais Carnolès: älteste Gartenanlage der Stadt mit zahlreichen Zitrusbäumen und Skulpturen
- Jardin de la Villa Marina Serena: Der Garten der 1880 von Charles Garnier entworfenen Villa enthält zahlreiche seltene subtropische Pflanzen.
- Jardin Fontana Rosa: ehemals privater Garten des spanischen Schriftstellers Vicente Blasco Ibáñez mit illustrierten Keramiken zu Don Quijote von Miguel de Cervantes (1547–1616), in den 1990er-Jahren in den Besitz der Stadt Menton übergegangen und seitdem ab und zu öffentlich zugänglich. Teile der Anlage Fontana Rosa sind vom Bahnhof Garavan sichtbar.
- Jardin Botanique Val Rameh in Garavan: botanischer Garten mit einer Sammlung subtropischer Pflanzen
- Serre de la Madone: der restaurierte Garten des englischen Gartenplaners Sir Lawrence Johnston (1871–1958)
- Le Jardin des Colombières: restaurierter Privatgarten, Hauptwerk des Gartenkünstlers Ferdinand Bac (1859–1952)

### Denkmäler

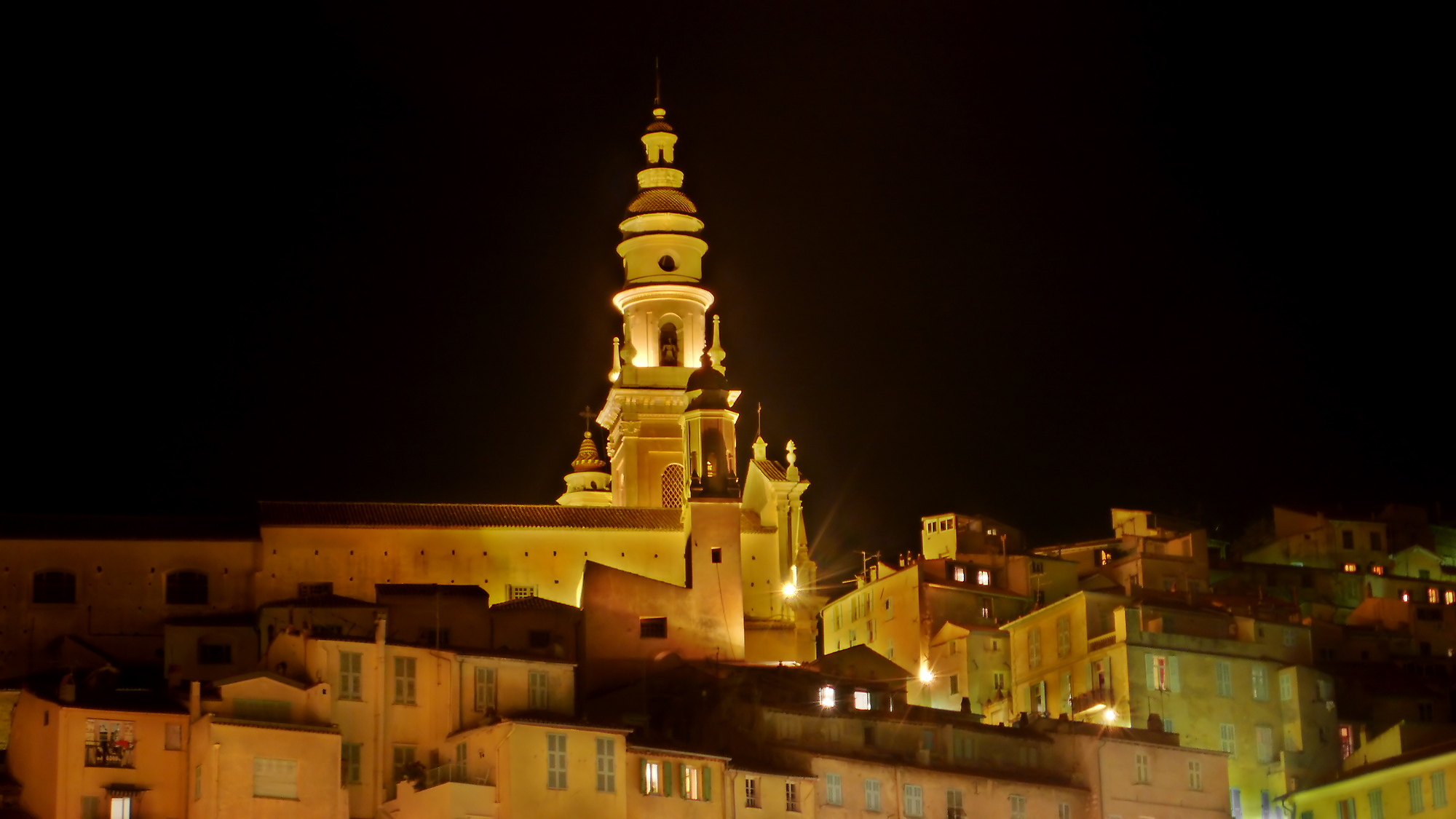
Menton bei Nacht

- Statue Ulysse von Anna Chromy

## Persönlichkeiten
- Karl Dominik Albini (1790–1839), „Apostel Korsikas“
- Ulysse Trélat (1795–1879), französischer Arzt und Politiker der Republik und des Kaiserreichs, starb dort;
- Brita Sofía Hesselius (1801–1866), Fotografin, starb in Menton;
- William Webb Ellis (1806–1872), „Gründervater“ des Rugby. Er lebte am Ende seines Lebens in Menton und ist dort auf dem alten Friedhof begraben.
- Louis de Loménie (1815–1878), französischer Schriftsteller und Essayist
- Charles Haddon Spurgeon (1834–1892), protestantischer Baptistenpastor und Prediger, starb dort;
- Robert de Montesquiou (1855–1921), Literat und Kunstkritiker, Modell für den Baron de Charlus in Auf der Suche nach der verlorenen Zeit, starb in Menton;
- Adrienne Avril de Sainte-Croix (1855–1939), eine Schweizer Philanthropin, starb dort. Eine Straße in Paris huldigt ihr
- Ferdinand Bac (1859–1952), ein französischer Zeichner, Lithograf und Schriftsteller, unternahm es, die Gärten der Domaine des Colombières zu gestalten115. Er verwandelt dieses alte Gebäude in eine prächtige mediterrane Residenz inmitten eines Gartens, in dem jedes Parterre von einem mediterranen Land inspiriert ist;
- Vicente Blasco Ibáñez (1867–1928), ein spanischer Schriftsteller, hielt sich dort lange Zeit auf seinem Anwesen in Fontana Rosa auf;
- Emile Appay (1876–1935), ein französischer Landschaftsmaler, schuf während seiner Aufenthalte in der Stadt Gemälde mit Ansichten von Menton;
- Eileen Gray (1878–1976), irische Architektin und Designerin, entwarf insbesondere die Villa Tempe in Pailla;
- Antoine Sartorio (1885–1988), Bildhauer
- Katherine Mansfield (1888–1923), neuseeländische Schriftstellerin modernistischer Kurzgeschichten Die Stadt benannte ihre Avenue nach ihr Katherine Mansfield120. Ihre Villa Isola Bella kann besichtigt werden und neuseeländische Autoren werden in Zusammenarbeit mit dem Katherine Mansfield Menton Fellowship in kreativer Residenz untergebracht;
- Jean Cocteau (1889–1963) war ein langjähriger Besucher von Menton, wo er sein Denkmal hinterließ und den Hochzeitssaal des Rathauses schmückte. Ein Restaurant in der Fußgängerzone trägt den Namen eines seiner Romane: Les Enfants terribles;
- Irène Lagut (1893–1994), Malerin, die eng mit der Vorgängerin verbunden ist;
- Lesley Blanch (1904–2007), Schriftstellerin, Redakteurin, Historikerin, Abenteurerin, Ehefrau von Romain Gary, beendete dort ihr Leben;
- Luciano Sgrizzi (* 30. Oktober 1910 in Bologna; † 11. September 1994 in Monte-Carlo), Komponist, Pianist und Organist am Radio der italienischen Schweiz; seine letzten Lebensjahre verbrachte er in Menton.[6]
- Joseph Joffo (1931–2018) lebte dort während der Besatzung mit seinen Brüdern im Versteck, bevor er zu seinen Eltern nach Nizza ging;
- Richard Anconina (1953–) war vor seiner Filmkarriere, für die er bekannt ist, ein Jahr lang Animateur eines Ferienzentrums für ältere Menschen in Menton;
- Philippe Soirat (* 1961), Jazzmusiker
- Olivier Echouafni, ein Fußball-Mittelfeldspieler in der französischen 1. Liga, wurde am 13. September 1972 in Menton geboren. Er wurde beim AS Monaco ausgebildet, den er verließ, um in die Amateurmannschaft des AS Roquebrune-Cap-Martin zu wechseln, dann von Olympique de Marseille rekrutiert und spielte dann für RC Straßburg, Stade Rennais und OGC Nizza;
- Jérôme Alonzo (* 1972), französischer Fußballtorwart der 1. Liga, wurde am 20. November 1972 in Menton geboren. Er wurde beim OGC Nizza ausgebildet und erzielte nacheinander die Tore von Olympique de Marseille, AS Saint-Étienne, PSG und FC Nantes;

## Städtepartnerschaften
Menton pflegt mit folgenden Orten eine Partnerschaft:
- Noordwijk, (Niederlande) seit 1953
- Montreux, Schweiz (seit 1953)
- Namur, Belgien (seit 1958)
- Baden-Baden, Deutschland (seit 1962)
- Sotschi, Russland (seit 1966)
- Nauplia, Griechenland (seit 1966)
- Valencia (Spanien) seit 1982

### Aktuell
- Jens Rosteck: Gebrauchsanweisung für Nizza und die Côte d’Azur. Piper-Verlag, München 2007, ISBN 978-3-492-27554-5 (Literarisch-kulturgeschichtliches Porträt der Region einschließlich Kapitel über Menton).
- Ralf Nestmeyer: Provence und Côte d’Azur. Literarische Reisebilder aus dem Midi. Klett-Cotta-Verlag, Stuttgart 2005, ISBN 3-608-93654-8.
- Ralf Nestmeyer: Côte d’Azur. 7. Auflage. Michael-Müller-Verlag, Erlangen 2012, ISBN 978-3-89953-680-5.
- Britta Sandberg: Côte d’Azur. 5., überarbeitete Auflage. DuMont-Reiseverlag, Ostfildern 2016, ISBN 978-3-7701-7359-4.
- Côte d’Azur Französische Riviera (= Der Grüne Reiseführer). Michelin Reise-Verlag, Karlsruhe 2002, ISBN 2-06-000246-X.
- Barbara F. Freed, Alan Halpern: Artists and their museums on the riviera. Abrams, New York 1998, ISBN 0-8109-2761-6 (Ein englischsprachiger Führer zu allen Museen, Kirchen, Kapellen, Sammlungen, Kunstwerken und Wohnhäusern sowie Gärten der Künstler an der Côte d’Azur mit der Kunst des 20. Jahrhunderts von Cocteau, Picasso, Léger, Renoir, Chagall, Matisse, Jakovsky).

### Historisch
- Woldemar Kaden und Maler Hermann Nestel: Die Riviera – Wanderziele und Winterasyle der Ligurischen Küste von Nizza bis Spezia. W. Spemann, Berlin/Stuttgart 1884 (Ausführliche Beschreibung der Umgebung Mentons aus dem 19. Jahrhundert).